# Kościół Wniebowzięcia Najświętszej Maryi Panny w Lublinie
Kościół Wniebowzięcia Najświętszej Maryi Panny – rzymskokatolicki kościół znajdujący się w Muzeum Wsi Lubelskiej.
Świątynia została zbudowana we wsi Matczyn. Została ufundowana około 1686 roku przez Karola Tarłę, starostę stężyckiego, wojewodę lubelskiego i podkanclerza koronnego. W latach 1854-1855 kościół otrzymał nową większą kruchtę. W latach 1896-1912 otrzymał lożę kolatorską umieszczoną nad zakrystią. Od 1947 roku, po wzniesieniu w Matczynie nowej świątyni murowanej, kościół nie pełnił funkcji kultowej i coraz bardziej popadał w ruinę. W 1980 roku Kuria Biskupia w Lublinie podarowała obiekt Muzeum Wsi Lubelskiej. W 2002 roku świątynia została poświęcona przez arcybiskupa lubelskiego Józefa Życińskiego.
Jest to budowla posiadająca konstrukcję węgłową, wzniesiona z drewna modrzewiowego, na zewnątrz jest oszalowana. Składa się z kwadratowej nawy, prostokątnego węższego prezbiterium z zakrystią i przedsionkiem - kruchtą. Dachy są pokryte gontem, nawę nakrywa dach dwuspadowy z sygnaturką w szczycie, prezbiterium nakrywa dach trójpołaciowy. Nawę i prezbiterium nakrywa sklepienie kolebkowe pozorne, zakrystia i kruchta nakryte są stopami. W zachodniej części nawy znajduje się chór muzyczny podparty 2 filarami, posiadający wejście z kruchty poprzez poddasze. Wnętrze nawy i prezbiterium są oświetlane przez 6 okien, poddasze oświetla okno półkoliste. Drzwi kolebkowe są nabijane guzami z kowalskimi okuciami.